# The Adventures of Ruth
The Adventures of Ruth er en amerikansk stumfilm fra 1919 af George Marshall.

## Medvirkende
- Ruth Roland - Ruth Robin
- Herbert Heyes - Bob Wright
- Thomas G. Lingham - LaFarge
- William Human - Paul Brighton
- Charles Bennett - Wayman
- Helen Case - Zirka
- Helen Deliane - Melody Morne
- Charles Belcher
- George Larkin